# La Blessure (film, 1960)
Pour les articles homonymes, voir La Blessure.
La Blessure est un court métrage français co-écrit et réalisé en 1960 par Edmond Lévy.

## Synopsis
En 1944, une jeune châtelaine cède sa chambre pour une nuit à un soldat américain en mission. Et lui livre de la sorte son intimité tout entière - de petite fille, de jeune fille et de jeune femme. Quand il se réveille le matin suivant, le G.I. découvre son hôtesse sous toutes ses coutures et en conçoit un trouble et une émotion extrêmes. Mais lorsqu'il remonte dans sa Jeep, la jeune femme feint de ne pas le voir, alors qu'elle aussi a son cœur qui bat pour lui. Apparemment, rien ne s'est passé entre ces deux inconnus. Apparemment...

## Fiche technique
- Titre français: La Blessure
- Titre anglais : The Wound
- Genre : romance
- Langue : français
- Co-scénariste et réalisateur : Edmond Lévy
- Autre scénariste : Gérard Pignol
- Œuvre adaptée : « Le Voleur », nouvelle extraite du recueil La Blessure, de Pierre Moinot, éditions Gallimard/La Nouvelle Revue française, Paris, 23-2-1956, 224 p.  (ISBN 9782070245123)
- Directeur de la photographie : Jean-Jacques Rochut
- Assistant-opérateur : Emmanuel Machuel
- Musique : Maurice Ohana, interprétée par l'orchestre French Music Orchestra, dirigée par Daniel Chabrun (éditions musicales French Music)
- Décors : Jacques Brizzio
- Montage : Pierre Houdain, assisté de Pascale Laverrière
- Son : Yves Bouyer
- Système d'enregistrement : Western Electric
- Script-girl : Aurore Chabrol (sous le nom d'Aurore Paquis)
- Maquillage : Paul Ralph
- Directeur de production : Philippe Baraduc
- Productrice : Odile Kuentz
- Production : Les Films Odile Kuentz
- Durée : 19 minutes 40 secondes
- 35mm positif & négatif), Noir & blanc, 1 x 1,37, son mono
- Laboratoire : L.T.C.
- Visa de contrôle cinématographique No 22950
- Sortie en France : décembre 1960 (Journées internationales du film de court métrage de Tours)

## Interprétation
- Bernard Fresson : le photographe
- Catherine Brainos : la jeune châtelaine
- Marie Versini : la récitante (voix)